# Bethesda (Teltow)
Der Gebäudekomplex Bethesda  in Teltow, Kreis Potsdam-Mittelmark im Bundesland Brandenburg ist eine historische Einrichtung der Altenhilfe, die heute unter dem Dach der Lafim-Diakonie betrieben wird.

## Name
Wie bei vielen Einrichtungen der Inneren Mission üblich, ist der Name „Bethesda“ biblischen Ursprungs und bedeutet – aus dem Hebräischen übertragen – „Haus der Gnade“. Der Ort wird im Neuen Testament im Johannesevangelium (Joh 5,2 ) erwähnt: ein durch eine Quelle gespeister Teich in Jerusalem, in dessen Wasserbad Menschen Heilung erhofften.

## Beginn der Arbeit in Berlin

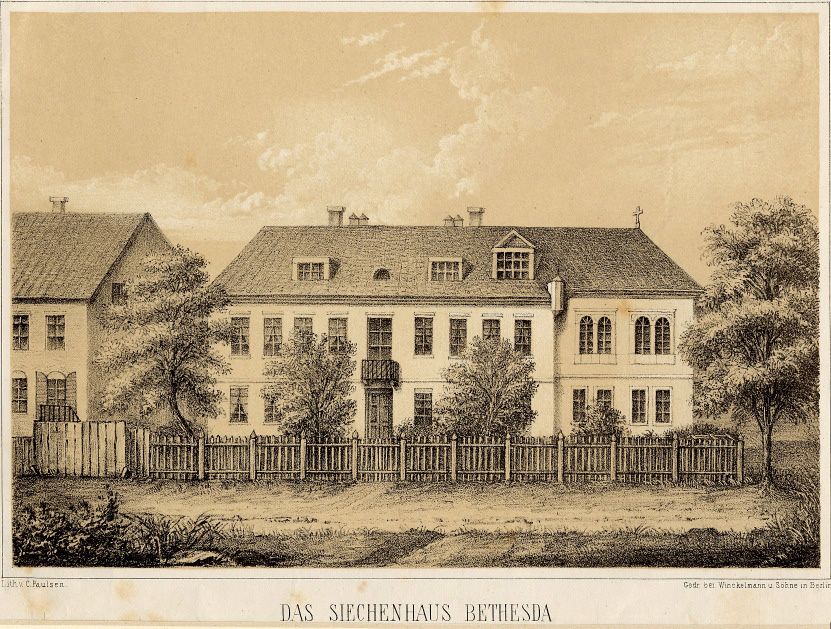
Bethesda auf dem Schöneberger Feld
Lithografie von Carl Arnold Paulsen, 1854

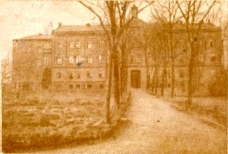
Bethesda am Spandauer Schifffahrtskanal
Postkartenfoto von 1900

1854 wurde in Berlin der „Christliche Frauenverein zur Begründung eines Siechenhauses zunächst für weibliche Sieche“ gegründet. Als Gründungsdatum gilt eine Versammlung am 11. Juli 1854, an der u. a. die spätere Vorsteherin Gräfin Elisabeth von Schwerin geb. v. Maltzahn, der Seelsorger der Gräfin, Pastor Gustav Knak, und Generalsuperintendent Carl Büchsel teilnahmen. Die ersten drei Kranken fanden Aufnahme in einem unbenutzten Gartenhaus des Elisabeth-Krankenhauses. 1855 wurde ein Haus auf dem Schöneberger Feld (später Teltower Straße 36, heute Kurfürstenstraße) für 30.000 Mark erworben. Elisabeth Ludovika von Bayern, Königin von Preußen, erklärte sich bereit, dem Werk als Protektorin zu dienen. Die 1856 aufgestellten Statuten beschreiben den Vereinszweck wie folgt: „…arme, verlassene, unheilbare oder doch an chronischen Übeln leidende, zunächst weibliche, Kranke hiesiger Stadt, welche in den Krankenheilanstalten nicht aufgenommen, oder aus denselben entlassen werden, aufzunehmen und ihnen die nötige geistige und leibliche Pflege zu gewähren. Die Aufnahme geschieht, sobald es die Mittel erlauben, in einzelnen, ganz besonders dringlichen Fällen unentgeltlich, sonst gegen ein angemessenes Pflegegeld“. § 3 regelte die Pflege der Kranken durch Diakonissen des Diakonissenhauses Bethanien (Berlin), § 14 beschrieb die Absicht, auch männliche Pflegebedürftige aufzunehmen. Am 1. Juni 1867 wurde der Grundstein zu einem neuen Haus am Südufer des Spandauer Schifffahrtskanales in Berlin-Plötzensee, am Südufer 9, neben dem Magdalenenstift gelegt. Das Haus wurde 1868 bezogen und bis 1929 genutzt.

## Umzug nach Teltow
1901 wurde vorausschauend ein Grundstück in Teltow – ebenfalls wieder neben dem Magdalenenstift gelegen – erworben, als Pläne zum Bau des Westhafens bekannt wurden. Am 16. Juni 1928 wurde der Grundstein des auch heute noch existierenden Hauses an der Mahlower Straße in Teltow gelegt und das Gebäude am 13. Oktober 1929 eingeweiht.

## Bethesda heute
Die Nutzung entwickelte sich im Laufe der Jahre hin zu einer Altenpflegeeinrichtung. Unter dem Dach des Landesausschusses für Innere Mission (heute Lafim-Diakonie) wurde das Altenpflegeheim 2013 in einen Neubau auf dem hinteren Teil des Geländes ausgegliedert. Der historische Altbau wird seitdem als „Diakonisches Zentrum“ mit verschiedenen Angeboten an Pflege und Betreuung genutzt. Im östlichen Teil des Grundstückes betreibt die Stiftung Bethesda eine Einrichtung für altersgerechtes Wohnen.

## Gebäude

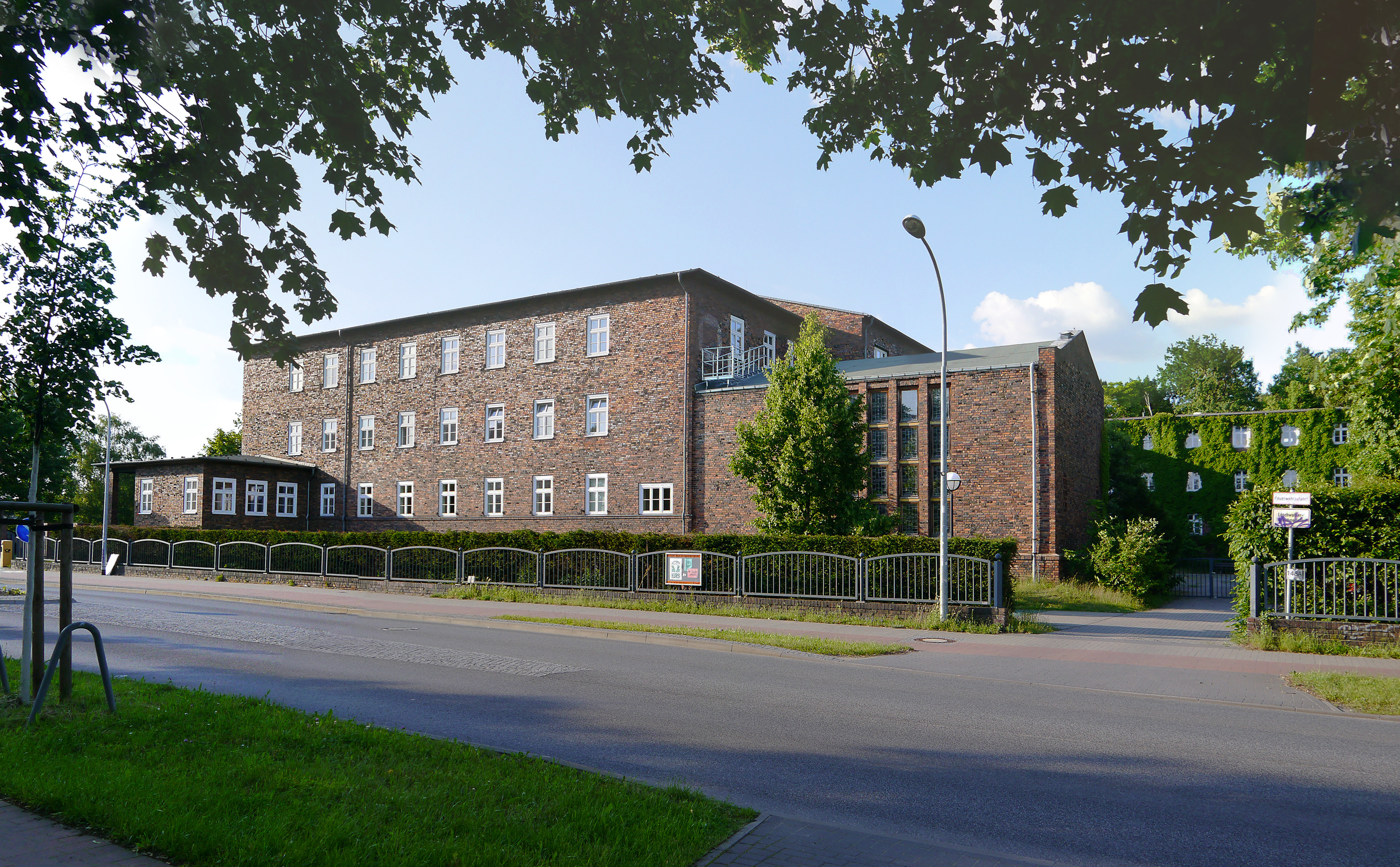
Teltow, Bethesda

Der viergeschossige Klinkerbau nach einem Entwurf von Jürgen Bachmann und Julius Funk gilt als herausragendes Beispiel für die Klassische Moderne. 2010 wurde das Seniorenheim der Inneren Mission zur bedeutsamsten architektonischen Entdeckung im Land Brandenburg gekürt. Das Gebäude mit seiner Kapelle wurde 2010 in das Denkmalbuch des Landes Brandenburg aufgenommen. Die Kapelle mit ihren ansteigenden Sitzreihen, der fensterlosen Altarwand und der hohen Christusfigur im Altarraum kann als Vorbild für die ebenfalls von Bachmann entworfene Dahlemer Jesus-Christus-Kirche gesehen werden. In den Kriegsjahren 1943 - 1945 diente die Kapelle im Haus Bethesda als Gottesdienstort für die ausgebombte katholische Kirchengemeinde in Teltow.